# Vladimir Krpan
Vladimir Krpan (Sveti Ivan Zelina, 11. siječnja 1938. – Zagreb, 1. ožujka 2025.) bio je hrvatski pijanist i sveučilišni profesor. Ubraja se među najuspješnije klavirske pedagoge u Hrvatskoj, s više od pedeset godina aktivnog pedagoškoga rada.
Diplomirao je u klasi prof. Svetislava Stančića na Muzičkoj akademiji u Zagrebu 1960. godine, a magistrirao na Accademia di Santa Cecilia u Rimu u klasi prof. Carla Zecchija. Komornu glazbu studirao je kod Guida Agostija u Rimu i klavir u Sieni, muzikologiju kod Luigija Ronge na Rimskome sveučilištu. Usavršavao se kod Renza Silvestrija, a potom niz godina kod Artura Benedettija Michelangelija u Arezzu, Sieni, Bergamu i Luganu.
Utemeljitelj je klavirskoga odjela Visoke muzičke škole u Skoplju 1968. godine, a od 1971. predaje klavir na Muzičkoj akademiji u Zagrebu, gdje je odgojio naraštaje sjajnih pijanista i budućih pedagoga. Među njegovim istaknutim diplomantima su Branka Fačini Vrhovski, Željko Fočić, Ljubomir Gašparović, Predrag Mužijević, Katarina Krpan, Srđan Čaldarović, Martina Filjak, Maksim Mrvica, Bruno Vlahek, Andrej Vesel te mnogi drugi. Djelovanje mu je usmjereno unapređenju nastavnog plana i programa, s naglaskom na tehničkom, tonskom, pedalizacijskom i repertoarnom pomaku, pri čemu kombinira tradiciju "Zagrebačke pijanističke škole" Svetislava Stančića uz bogato naslijeđe talijanske pijanističke škole. U njegovu djelovanju značajno mjesto zauzima promicanje skladbi hrvatskih skladatelja.
Surađivao je s glasovitim dirigentima i svjetskim orkestrima te gostovao u svim hrvatskim i velikim europskim glazbenim središtima, višekratno u SAD-u, Rusiji, zemljama Bliskog i Dalekog Istoka, Iranu, Indiji, Sjevernoj i Južnoj Koreji, Turskoj i Tajlandu. Autor je televizijskog serijala "Hrvatska glasovirska glazba", redaktor mnogih djela hrvatskih skladatelja te autor tekstova u hrvatskim i inozemnim stručnim časopisima. Snimio je nekoliko tisuća minuta solističke i komorne glazbe za radijske i televizijske postaje te realizirao dvadesetak gramofonskih ploča i petnaest kompakt diskova za nekoliko nakladničkih kuća (Jugoton, Croatia Records...). Odsvirao je tisuće koncerata i solističkih recitala. Nastupa i uz trio "Orlando", čiji je član od utemeljenja 1985. godine, te s kćeri Katarinom Krpan u klavirskom duu.
Vladimir Krpan trenutno djeluje u zvanju prof. emeritusa na Muzičkoj Akademiji u Zagrebu. Godine 2021. zajedničkim koncertom s bivšim studentima u koncertnoj dvorani Blagoje Bersa na Muzičkoj akademiji u Zagrebu obilježio je pedesetu obljetnicu pedagoškog djelovanja. Utemeljitelj je hrvatske sekcije Europskoga udruženja glasovirskih pedagoga (EPTA-e) i njezinih pijanističkog natjecanja u Osijeku i Zagrebu ("Svetislav Stančić"). Član je mnogobrojnih ocjenjivačkih sudova na inozemnim pijanističkim natjecanjima te voditelj velikog broja majstorskih tečajeva interpretacije. Počasni je predsjednik hrvatske sekcije Europskoga udruženja glasovirskih pedagoga (EPTA) i član Hrvatskog društva glazbenih umjetnika (HDGU).

## Nagrade
- Milka Trnina (1966.)
- Josip Štolcer Slavenski (1971.)
- Vladimir Nazor (1974.)
- Zvona Lotrščak (za najbolje koncerte sezona 1974. i 1975.)
- Orlando (1978.)
- Zlatna lira (1979.)
- Vatroslav Lisinski (za najbolje koncerte sezona 1980. i 1995.)
- Nagrada "Andrija Patricij Petrić" Osorskih glazbenih večeri (1981.)
- Nagrada Grada Zagreba (1994.)
- "Cantor", za najbolju izvedbu djela J.S.Bacha na Varaždinskim baroknim večerima 2004. godine
- Prometej (2001.)
- Porin (2001.), za poseban doprinos glazbenoj kulturi u Hrvatskoj

Nositelj je odličja Reda Danice hrvatske s likom Marka Marulića (1996.). Za visoka umjetnička dostignuća u kulturnoj suradnji među narodima predsjednik Italije Carlo Azzeglio Ciampi uručio mu je nagradu Prometej 2001. godine. Godine 2001. nagrađen je Porinom za poseban doprinos hrvatskoj glazbenoj kulturi.